# Тайнара Еммель
Тайнара Еммель Рошо (порт. Thaynara Emmel Roxo; 3 листопада 1991) — бразильська волейболістка, догравальник. Переможниця чемпіонату Африки серед клубних команд.  Срібна призерка чемпіонату і кубка України.

## Клуби
| Роки      | Команди                  |
| --------- | ------------------------ |
| 2010—2012 | «Сан-Каетано»            |
| 2012—2013 | «Сан-Бернардо»           |
| 2013—2014 | «Пірасікаба»             |
| 2014—2015 | «Пінейрос»               |
| 2015—2017 | «Аль-Ахлі» (Каїр)        |
| 2017—2018 | «Кахасоль» (Севілья)     |
| 2018—2019 | «Кхонкен Стар» (Кхонкен) |
| 2019—2020 | «Ольбія»                 |
| 2020—2021 | «Хімік» (Южне)           |
| 2021—2023 | «Вандевр» (Нансі)        |

## Статистика
| Сезон   | Клуб           | Турнір             | Ігри | Сети | Очки | Примітки |
| ------- | -------------- | ------------------ | ---- | ---- | ---- | -------- |
| 2019/20 | «Ольбія»       | Серія А2           | 21   | 85   | 252  |          |
| 2020/21 | «Хімік» (Южне) | Суперліга          | 20   | 55   | 170  |          |
| 2020/21 | «Хімік» (Южне) | Кубок України      | 7    | 19   | 54   |          |
| 2020/21 | «Хімік» (Южне) | Суперкубок України | 1    | 1    | 0    |          |
| 2020/21 | «Хімік» (Южне) | Ліга чемпіонів     | 3    | 6    | 6    | [ 2 ]    |
| 2020/21 | «Хімік» (Южне) | Кубок ЄКВ          | 2    | 6    | 6    | [ 3 ]    |